# توني باراس
توني باراس (بالإنجليزية: Tony Barras)‏ هو لاعب كرة قدم بريطاني في مركز قلب الدفاع، ولد في 29 مارس 1971 في Billingham ‏ في المملكة المتحدة. لعب مع ستوكبورت كونتي وماكليسفيلد تاون ونادي بليموث أرجايل ونادي روذرهام يونايتد ونادي ريدنغ ونادي ستاليبريدج سيلتيك ونادي هارتلبول يونايتد ونادي والسول ونادي ويتون ألبيون ونادي يورك سيتي ونوتس كاونتي.

## وصلات خارجية
- توني باراس على موقع قاعدة بيانات كرة القدم.إي يو (الإنجليزية)
- توني باراس على موقع Soccerbase.com (لاعب) (الإنجليزية)